# Petatlán (municipalité)
Cet article concerne la municipalité. Pour la ville, voir Petatlán.
Petatlán est une des municipalités du Guerrero, dans le sud-ouest du Mexique.
Le siège municipal se trouve à Petatlán (en).